# Trachyoribates bothulifer
Trachyoribates bothulifer är en kvalsterart som först beskrevs av Balogh och Sandór Mahunka 1979.  Trachyoribates bothulifer ingår i släktet Trachyoribates och familjen Haplozetidae. Inga underarter finns listade i Catalogue of Life.